# Alphonse Mouzon
Alphonse Lee Mouzon (Charleston, 21 de Novembro de 1948 – Granada Hills, 25 de Dezembro de 2016) foi um renomado baterista de jazz estadunidense. Ele ficou conhecido graças ao grupo Eleventh House, tendo tocado também no Weather Report durante os dois primeiros anos da banda.
Durante seu discurso no Rock And Roll Hall Of Fame, em 1995, Robert Plant citou Alphonse como uma das influências do Led Zeppelin na música americana.
Alphonse morreu no dia 25 de Dezembro de 2016, aos 68 anos. Em setembro de 2015 ele havia sido diagnosticado com um carcinoma neuroendócrino avançado, um câncer raro.

## Prêmios e honrarias
- 1955 - JAZZIZ Magazine Annual Readers Poll: 2a posição de melhor multi-instrumentalista[3]

## Discografia

### Carreia solo
- The Essence of Mystery (Blue Note, 1972)
- Funky Snakefoot (Blue Note, 1973)
- Mind Transplant (Blue Note, 1974)
- The Man Incognito (Blue Note, 1975)
- Virtue, 1977
- Back Together Again, 1977
- In Search of a Dream, 1978
- Baby Come Back, 1979
- By All Means, 1980 and 1993 +
- I'm Glad That You're Here – 12" single on London Recordings (Pausa/Mouzon Music, 1981)
- Morning Sun, 1981 and 1996 +
- Step into the Funk, 1982 and as "Distant Lover" 1996 +
- The Sky is the Limit, 1985 and 1996 +
- Back to Jazz, 1985 and 1993 +
- Eleventh House, 1985
- Love Fantasy, 1987 +
- Early Spring, 1988 and 1996 +
- As You Wish, 1989 and 1995 +
- The Survivor, 1992 +
- On Top of the World, 1994 +
- The Night is Still Young, 1996 +
- Absolute Greatest Love Songs & Ballads, 1998 +
- Live in Hollywood, 2001 +
- Jazz in Bel-Air, 2008 +
- Angel Face, 2011 +

### Comosideman
| Com Donald Byrd - Caricatures (1976) Com Herbie Hancock - Mr. Hands (1980) - Monster (1980) - Magic Windows (1981) - Direct Step (1978) Com Bobbi Humphrey - Dig This! (1972) Com Joachim Kühn - Hip Elegy (1975) Com McCoy Tyner - Sahara (1972) - Song for My Lady (1972) - Song of the New World (1973) - Enlightenment (1973) Com Wayne Shorter - Odyssey of Iska (1971) Com Weather Report - Weather Report (1971) Com Eugene McDaniels - Headless Heroes Of The Apocalypse (1971) Com Betty Davis - Hangin' Out In Hollywood / Crashin' from Passion (1976/1995/1996) Com MOUZON (Alphonse Philippe Mouzon) - The Main Attraction" (2010) Com Infinity - Now (1990) Com Arild Andersen - Molde conCert (1981) Com Doug Carn - Spirit of the New Land (1972) Com Norman Conners - Dance of Magic (1973) | Com Willie Colón - El Baguiné de Angelitos Negros (1977) Com Larry Coryell - Introducing The Eleventh House (1973) - Live At Montreux (1974) - Level One (1974) - Planet End (1975) - The Coryells (1999) 'Com Al Di Meola' - Land of the Midnight Sun (1976) Com Tosten De Winkel - Mastertouch (1992) Com Miles Davis - Dingo (1990) Com Gil Evans - Blues in Orbit (1969) Con Roberta Flack - Feel Like Making Love (1974) Com Fania All-Stars - Fania All-Stars - Live (1978) Com Carlos Garnett - The New Love (1976) Com George Gruntz - Palais Anthology (1975) Com Tim Harden - Bird on a Wire' (1971) Com Miki Howard - Three Wishes (2001) Com Paul Jackson - Black Octopus (1978) Com Paul Jackson, Jr - Never Alone (1996) Com Alphonso Johnson - Moonshadows (1976) |